# Hegyalja (Zemplén tájegysége)
A Hegyalja földrajzi tájegység, Észak-Magyarországon, Borsod-Abaúj-Zemplén vármegye Zemplén térségében. A Zempléni-hegység délkeleti oldalán, a Mádtól Sátoraljaújhelyig elterülő, a Bodrog folyó által határolt terület földrajzi neve.
Földrajzi értelemben megkülönböztetendő tőle a Tokaj-hegy területe, valamint a Tokaj-Hegyalja és a Zempléni-hegység valamint Zemplén térség többi része.

## Települések
- Sátoraljaújhely
- Sárospatak
- Makkoshotyka
- Hercegkút
- Bodrogolaszi
- Sárazsadány
- Tolcsva
- Erdőhorváti
- Vámosújfalu
- Olaszliszka
- Erdőbénye
- Szegilong
- Szegi
- Bodrogkisfalud
- Bodrogkeresztúr
- Mezőzombor
- Mád

## Megközelítés
Gépjárművel a térség elérhető Miskolc felől a 37-es közúton, amely Szerencstől Sátoraljaújhelyig a településeket elkerülve vezet végig tájegységen. 
A 3-as főút ill. az épülő M3 autópálya irányából Encsről, az Abaújszántó-Mád irányba a 39-es közúton, vagy az Aranyos-völgyön át keresztezve a Zempléni-hegységet, Erdőbénye felé, esetleg Fóny felől a Tolcsva-patak völgyén át Tolcsvánál érhető el a terület.
Szlovákia és a Hegyköz ill. Bodrogköz felől Sátoraljaújhelynél, utóbbi irányból Sárospatakon át is megközelíthető a kistáj.
Vasúton a Miskolc-Szerencs-Sátoraljaújhely villamosított vasútvonalon megközelíthetők Hegyalja települései.
Vasútállomások, megállóhelyek:
- Mezőzombor
- Bodrogkeresztúr
- Szegi
- Erdőbénye (Szegilong)
- Olaszliszka-Tolcsva (Vámosújfalu)
- Bodrogolaszi
- Sárospatak
- Sátoraljaújhely